# Kevin Hulsmans
Kevin Hulsmans (Lommel, 11 d'abril de 1978) és un ciclista belga, professional del 2000 al 2015. Un cop retirat, s'ha dedicat a la direcció esportiva.

## Palmarès
- 1999
  - 1r al Tour de Flandes sub-23
  - 1r a l'Omloop Het Nieuwsblad sub-23
  - 1r a la Kattekoers
  - 1r a la Brussel·les-Opwijk
  - Vencedor d'una etapa a la Volta a Limburg amateur
  - Vencedor d'una etapa al Tríptic de les Ardenes
- 2000
  - Vencedor d'una etapa a la Volta a la Baixa Saxònia
- 2002
  - Vencedor d'una etapa al Circuit Franco-Belga

### Resultats al Tour de França
- 2005. Fora de control (11a etapa)

### Resultats a la Volta a Espanya
- 2004. 104è de la Classificació general
- 2006. 95è de la Classificació general
- 2007. 116è de la Classificació general

### Resultats al Giro d'Itàlia
- 2009. 98è de la Classificació general